# لیو ون
لیو ون (به انگلیسی: Liu Wen؛ به چینی ساده‌: 刘雯؛ به چینی سنتی: 劉雯؛ پین‌یین: Liú Wén؛ زادهٔ ۲۷ ژانویه، ۱۹۸۸) یک مدل چینی است. در سال ۲۰۱۲، نیویورک تایمز او را «اولین سوپرمدل خوش اخلاق چین» نامید.

## اوایل زندگی
لیو در یونگژو، استان هونان، چین متولد شد. لیو توسط مادرش تشویق شد تا مدلینگ را برای بهبود وضعیت بدن خود دنبال کند.

## زندگی شخصی
در گذشته، لیو گفته است که پس از مدلینگ ممکن است از کار به عنوان یک استایلیست لذت ببرد یا اگر فرصتی پیش آمد تا به عنوان یک بازیگر ظاهر شود—او احساس می‌کند که مدلینگ و بازیگری مشترکات زیادی با هم دارند، اما در حال حاضر او از مدلینگ و کار در صنعت مد لذت می‌برد.